# فتح حصن الصخرة في الجزائر (1529)
فتح حصن الصخرة في الجزائر هي عملية عسكرية بقيادة خير الدين بربروس، فتح فيها عام 1529م حصن الصخرة، وهي قلعة تقع على أرض صخرية في عرض البحر أقامها الإسبان على مسافة ثلاثمائة متر من مرسى مدينة الجزائر، فخلصها من أيديهم.

## خلفية سقوط الجزائر بعد فتح 1516م
في عام 1510م، أنشأ الإسبان حصناً لهم على جزيرة تقع قبالة مدينة الجزائر، فبنوا التحصينات على الجزيرة الصغيرة، وأقاموا حامية عسكرية مكونة من 5000 رجل، وكانت تقوم هذه الحامية بمضايقة الجزائريين والتضييق عليهم. في عام 1516م، طالب الجزائريون العثمانيين بأن يخلصوهم من الإسبان، تقدم بربروس نحو الحصن الإسباني وقصفه بالمدفعية، فقام الإسبان بالتعاون مع الحفصيين بالتجهيز لحملة لطرد بربروس، إلا أن محاولتهم باءت بالفشل، فخرج الجزائريون وسكان المدن المجاورة وبعض سكان القبائل ليبايعوا بربروس أميراً عليهم. وأرسل الإسبان حملة أخرى لمحاولة استعادة مواقعها في المنطقة في عام 1519 تحت قيادة دون أوغو دو مونكادا، إلا أنها باءت بالفشل أيضاً.

## إعادة الفتح
عندما أعلن السلطان سليمان القانوني الحرب على إمبراطور الإمبراطورية الرومانية المقدسة، فريدناند الأول في كانون الثاني/يناير من عام 1529م، رغب بأن يفتح جبهة في غربي البحر الأبيض المتوسط، فقام بتقديم الإمدادات العسكرية لخير الدين بربروس.
تسلم بربروس 2,000 جندي إنكشاري، ومدافع، وتسلم أيضاً دعماً مالياً مهماً. فرض خير الدين بربروس حصاراً على الحصن الإسباني المقابل للجزائر. بعد 22 يوماً متواصلا دك فيها خير الدين بربروس الحصن بالمدافع، استسلم دون مارتن قائد الحصن الإسباني في تاريخ 29 أيار/مايو 1529م، ولم يكن قد بقي معه سوى 25 رجلاً باقٍِ على قيد الحياة. أُعدم دون مارتن وفُكك الحصن الإسباني وبُني بدلاً منه سورٌ بحري.

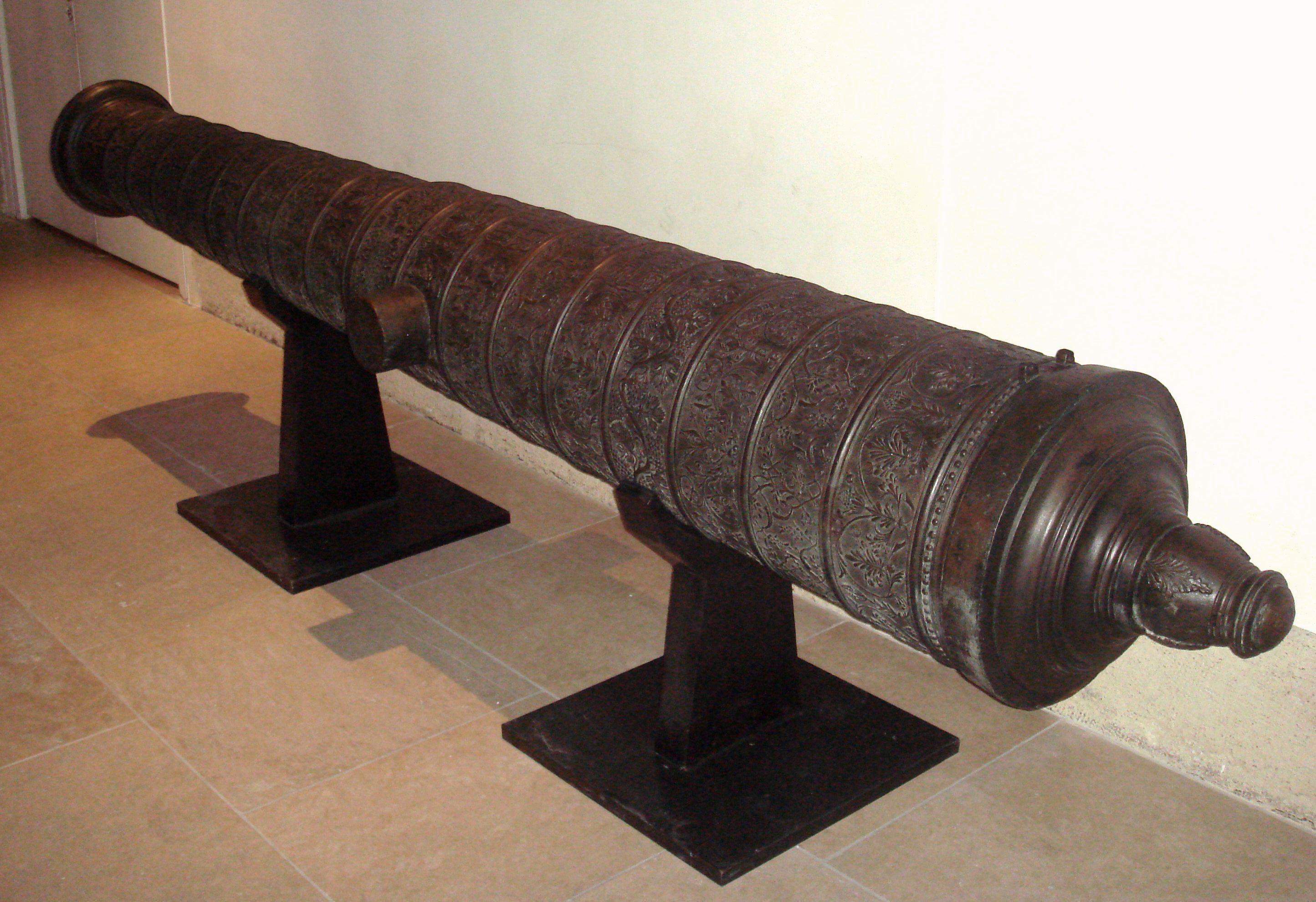
مدفع عثماني صنع في 8 تشرين أول/أكتوبر 1581م في الجزائر، طوله 385 سم ووزنه 2910 كغم، يوجدالآن في متحف الجيش الفرنسي.

## بعد المعركة
بعد فتح الجزائر مرة أخرى، استخدم خير الدين بربروس الجزائر قاعدةً لشن الغزوات المتلاحقة على الإسبان. شن تشارلز الخامس معركة الجزائر الكبرى في عام 1541م لإستعادة الجزائر، إلا أن هذه المحاولة كذلك باءت بهزيمة ذريعة للإسبان. بقيت الجزائر تحت الحكم العثماني لثلاثة قرون إلى أن سقطت تحت الإحتلال الفرنسي للجزائر.

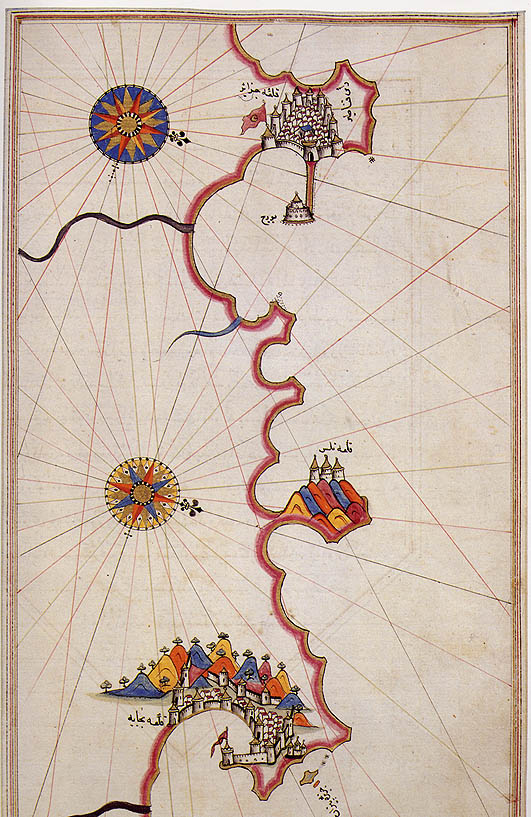
خريطة تاريخية للجزائر رسمها رئيس البحرية العثماني بيري ريس.